# Kumru
Kumru là một huyện thuộc tỉnh Ordu, Thổ Nhĩ Kỳ. Huyện có diện tích 363 km² và dân số thời điểm năm 2007 là 32976 người, mật độ 91 người/km².